# Pont de Santa Pau
El Pont de Santa Pau és una obra de Santa Pau (Garrotxa) inclosa a l'Inventari del Patrimoni Arquitectònic de Catalunya.

## Descripció
És un pont d'una sola arcada construït amb carreus ben tallats a l'arcada i grollers a la resta. Antigament separava la Vila Vella de Santa Pau de l'ampliació que Santa Pau va patir el segle xviii, vers el carrer del Pont. La seva amplada era molt limitada pel pas dels cotxes la qual cosa va fer que fos ampliat a la part superior en una obra recent. Això desfigurà la seva línia antiga.

## Història
La Vila de Santa Pau deu la gran empenta constructiva als seus barons. A finals de l'època feudal, es va bastir tot el reducte fortificat: muralles, castell, plaça porticada o firal dels Bous i grans casals. Poc després es va bastir la Vila Nova, fora del recinte delimitat per les muralles, al vol de la Plaça de Baix; cal destacar els casals de Can Cortada i Can Daniel. Al segle xviii, Santa Pau, amplià la seva superfície, construint els carrers més enllà del Pont i del riu; seran els carrers de Sant Roc i del Pont. Al segle xix s'edificaren les cases del carrer nou.